# 梅塞尔鹘属
梅塞爾鶻屬（學名：Messelastur）是梅塞爾鶻科鳥類的一屬，發現於始新世德國的梅塞爾坑。